# اغتيال فيصل بن عبد العزيز آل سعود
إغتيال فيصل بن عبدالعزيز آل سعود  هي عملية اغتيال الملك فيصل بن عبد العزيز آل سعود ثالث ملوك المملكة العربية السعودية، حصلت في 25 مارس من عام 1975 في الرياض.

## حادثة الاغتيال
في يوم الثلاثاء 13 ربيع الأول 1395هـ الموافق 25 مارس 1975 قام الأمير فيصل بن مساعد بن عبد العزيز آل سعود بإطلاق النار على عمه فيصل بن عبد العزيز آل سعود وهو يستقبل وزير النفط الكويتي عبد المطلب الكاظمي في مكتبه بالديوان الملكي وأرداه قتيلًا، وقد اخترقت إحدى الرصاصات الوريد فكانت السبب الرئيسي لوفاته.

## الدوافع والأسباب

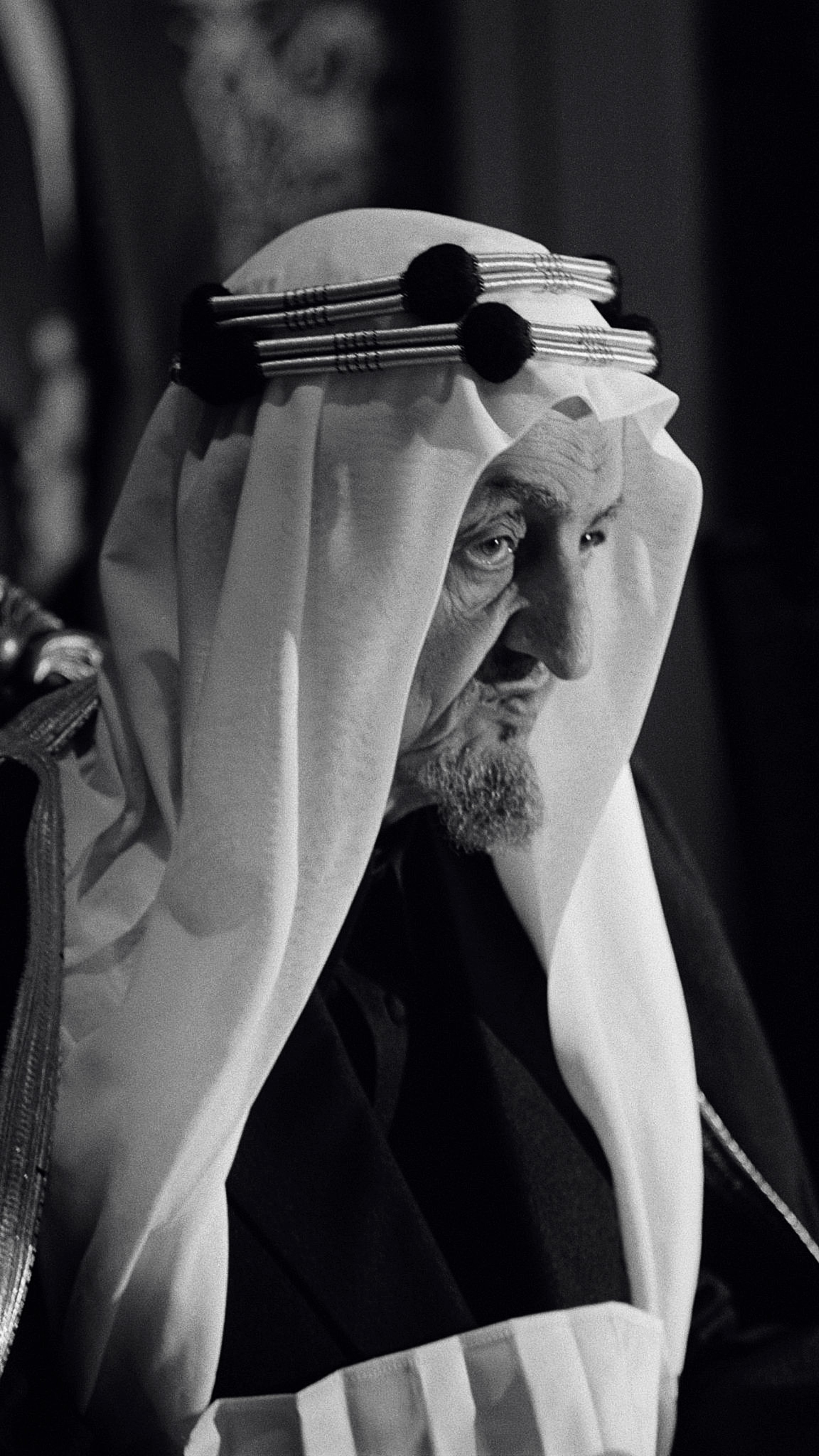
الملك فيصل بن عبد العزيز

الأمير القاتل فيصل بن مساعد بن عبد العزيز آل سعود

هناك عدة تفسيرات لدوافع قيام فيصل بن مساعد بن عبد العزيز آل سعود باغتيال عمه فيصل:
1. قام باغتيال عمه فيصل بتحريض من الولايات المتحدة الأمريكية بسبب قيام فيصل بقطع النفط أثناء حرب أكتوبر عن الولايات المتحدة والغرب ومما يؤكد هذا التفسير أنه كان يدرس في الولايات المتحدة الأمريكية وحياته الاجتماعية على النمط الغربي، ويلمح أحد أبناء فيصل وهو ابنه خالد الفيصل إلى دور أمريكي في اغتيال والده في إحدى قصائده النبطية
2. قام باغتيال عمه فيصل بسبب شقيقه الأكبر وهو خالد بن مساعد، وخالد بن مساعد سبق أن قاد مظاهرات وإضرابات في أواسط الستينيات الميلادية وحاول اقتحام مقر التلفزيون السعودي بالسلاح، وانتهت العملية بمقتله على يد قوات وزارة الداخلية (فهد بن عبد العزيز كان وزير الداخلية) في 8 سبتمبر 1965، وقام بقتل عمه فيصل انتقام وثأر من مقتل شقيقه الأكبر.[2][3][4][5]

## محاكمته وإعدامه
حُكم عليه بالإعدام، فقد قبض عليه فور ارتكابه الجريمة، وأودع السجن. وبعد التحقيق معه نفذ فيه حكم القصاص قتلاً بالسيف في مدينة الرياض، بعد اثنين وثمانين يوما من اغتياله فيصل، ونفذ الحكم في يوم الأربعاء 18 يونيو 1975 بعد ما وصفته الحكومة السعودية بأنه مختل عقليا، وقد نفت صديقته الأمريكية كريستين سورما التي عاشت معه لمدة 5 سنوات اتهام صديقها بأنه كان مختلا عقلياً